# فرانسوا بيبي (سياسي)
فرانسوا بيبي هو شخصية أعمال وسياسي كندي، ولد في 4 أكتوبر 1733 في مونتريال في كندا، وتوفي في 6 أكتوبر 1820 في مدينة كيبك في كندا.